# Портесуело (Чилі)
Портесуело (ісп. Portezuelo) — селище в Чилі. Адміністративний центр однойменної комуни. Населення - 1750 осіб (2002). Селище і комуна входить до складу провінції Ітата і регіону Ньюбле.
Територія комуни — 282,3 км². Чисельність населення - 5222 жителя (2007). Щільність населення - 18,5 чол./км².

## Розташування
Селище розташоване за 30 км на північний захід від адміністративного центру провінції міста Чильян.
Комуна межує:
- на півночі - з комуною Нінуе;
- на північному сході — з комуною Сан-Ніколас;
- на південному сході - з комуною Чильян;
- на південному заході - з комуною Ранкіль;
- на заході — з комуною Коелему;
- на північному заході - з комуною Трегуако.